# Uvaria lemurica
Uvaria lemurica är en kirimojaväxtart som beskrevs av Friedrich Ludwig Diels. Uvaria lemurica ingår i släktet Uvaria och familjen kirimojaväxter. Inga underarter finns listade i Catalogue of Life.